# The Yellow Stain
The Yellow Stain er en amerikansk stumfilm fra 1922 af John Dillon.

## Medvirkende
- John Gilbert som Donald Keith
- Claire Anderson som Thora Erickson
- Mark Fenton som Olaf Erickson
- John P. Lockney som Quartus Hembly
- Herschel Mayall som Dr. Brown
- William Robert Daly som Daniel Kersten